# Gorenja Pirošica
Gorenja Pirošica je naselje u Općini Brežice u istočnoj Sloveniji. Gorenja Pirošica se nalazi u pokrajini Dolenjskoj i statističkoj regiji Donjoposavskoj. 

## Stanovništvo
Prema popisu stanovništva iz 2002. godine Gorenja Pirošica je imala 117 stanovnika.

### Etnički sastav
1991. godina:
- Slovenci: 118 (76,6%)
- Srbi: 2 (1,3%)
- nepoznato: 33 (21,4%)
- regionalno opredijeljeni: 1

## Vanjske poveznice
- Satelitska snimka naselja  Arhivirana inačica izvorne stranice od 29. srpnja 2017. (Wayback Machine)